# Exist (álbum)
Exist é o sétimo álbum de estúdio do grupo sul-coreano EXO. Lançado em 10 de julho de 2023, pela SM Entertainment. Exist é o primeiro álbum do grupo a ser promovido apenas com sete membros, uma vez que Kai está atualmente cumprindo o serviço militar obrigatório, e Lay está promovendo suas atividades solo na China. O álbum conta com a participação dos oito membros coreanos, incluindo Kai.

## Antecedentes e lançamento
O álbum conta com nove músicas, incluindo os dois pré-lançamentos: "Let Me In", lançado em 12 de junho de 2023, e "Hear Me Out", lançado em 30 de junho de 2023. A terceira faixa título, "Cream Soda", foi lançada junto ao álbum em 10 de julho de 2023.
Em janeiro de 2023, Suho, o líder do grupo, anunciou que o estava previsto o lançamento de novas músicas pelo grupo após a primavera do hemisfério norte.
Em 9 de junho, a SM anunciou que o EXO iria revelar seu sétimo álbum de estúdio em 10 de julho. Já em 12 de junho, foram anunciados a data do lançamento da faixa título junto a um vídeo contando com a logo do grupo atualizada, no mesmo dia, foi anunciado o lançamento da faixa promocional "Let Me In".
O álbum foi disponibilizado para pré-venda ainda em 12 de junho, disponibilizado em três versões photobook, oito versões de digipack, além de oito versões SMini.

## Lista de Faixas
| N.º            | Título          | Letras                                 | Música | Duração |  |
| 1.             | "Cream Soda"    | Moon Seol-li                           | Tre Jean-Marie Kwame "KZ" Kwei-Armah Jr. Ebenezer Fabiyi Bobby Candler Adrian Mckinnon                                  | 3:05    |  |
| 2.             | "Regret It"     | Jang Sang-min(Lalala Studio Loey       | Dwayne "Dem Jointz" Abernathy Jr. Lucky Daye Prince Charles Jeremy "Tay" Jasper Adrian Mckinnon                         | 2:55    |  |
| 3.             | "Hear Me Out"   | Park Ji-hyun (Artiffect) Kim Dong-hyun | Tave Jeremy "Tay" Jasper Tavaughn Young Adrian Mckinnon George Carroll Sade Munirah GradesYakob Jack Ro Michael Orabiyi | 3:24    |  |
| 4.             | "Private Party" | Moon Seol-li                           | Brandon Arreaga Landon Sears Rudy Sandapa Kaelyn Behr MZMC                                                              | 3:09    |  |
| 5.             | "Cinderella"    | Moon Seol-li                           | Jackson Morgan Brandon Arreaga Kyle Buckley Charles Roberts Nelsen MZMC                                                 | 2:34    |  |
| 6.             | "No Makeup"     | Moon Seol-li                           | Greg Bonnick Hayden Chapman Adrian Mckinnon Sevn Dayz                                                                   | 3:24    |  |
| 7.             | "Love Fool"     | Cha Yu-bin (Verygoods)                 | John Mars Christian Fast Jimmy Claeson                                                                                  | 3:22    |  |
| 8.             | "Another Day"   | Mola ChaMane K. Nita                   | Matthew Grant Robin Ellingsen Balazs Harko                                                                              | 3:11    |  |
| 9.             | "Let Me In"     | Enzo                                   | Je'Juan Antonio Hassan Ashi Jr. Jayden Henry Jordain Johnson Kelsey Merges Noah Barer Kaelin Ellis Hautboi Rich         | 3:17    |  |
| Duração total: | Duração total:  | Duração total:                         | Duração total: | 28:25   |  |